# Dicranomyia (Dicranomyia) pectinunguis
Dicranomyia (Dicranomyia) pectinunguis is een tweevleugelige uit de familie steltmuggen (Limoniidae). De soort komt voor in het Australaziatisch gebied.